# Les Aventures extraordinaires du baron von Trenck
Les Aventures extraordinaires du baron von Trenck (Die Merkwürdige Lebensgeschichte des Friedrich Freiherrn von der Trenck) est une mini-série franco-italo-allemande en sept épisodes de 56 minutes, créée par Leopold Ahlsen et réalisée par Fritz Umgelter. En France, la série a été diffusée en 1973 sur la première chaîne de l'ORTF.

## Synopsis
Cette mini-série met en scène les aventures mouvementées du baron Frédéric de Trenck qui, après avoir servi dans l'armée prussienne, se retrouva au cœur de la Révolution française. Arrêté lors de la Terreur, il sera guillotiné en 1794.

## Distribution
- Matthias Habich : Friedrich von der Trenck
- Rolf Becker : Frédéric II, roi de Prusse
- Nicoletta Machiavelli : Amalia
- Elfriede Ramhapp : l'impératrice Marie-Thérèse
- Georges Claisse : le lieutenant Sonntag
- Jean Claudio : le chancellier Bestuscheff
- Erich Auer : le général von Neipperg
- Daniela Giordano : Baronne Lazar

## Épisodes
1. Le Roi et le cadet
2. Pour le mérite
3. La Désertion
4. Le Pandour
5. La Roulette russe
6. Dans le piège
7. Le Tombeau